# 592 Bathseba
Bathseba (asteroide 592) é um asteroide da cintura principal, a 2,6336745 UA. Possui uma excentricidade de 0,1298964 e um período orbital de 1 923,46 dias (5,27 anos).
Bathseba tem uma velocidade orbital média de 17,11974044 km/s e uma inclinação de 10,17361º.
Esse asteroide foi descoberto em 18 de Março de 1906 por Max Wolf.